# Karl Heinz Hanisch
Karl Heinz Hanisch (* 9. Februar 1915 in Potsdam; † 16. Januar 1997 in Baden-Baden) war ein deutscher Gärtner, Journalist und Autor von Sachbüchern zum Thema Gartenbau.
Hanisch besuchte in Potsdam das Realgymnasium und absolvierte anschließend eine Lehre als Gärtner im Terrassenrevier Sanssouci. Während des Zweiten Weltkriegs geriet er als Führer einer Infanteriekompanie in amerikanische Kriegsgefangenschaft.
Ab 1948 war er in seinem Lehrberuf als Gärtner und gleichzeitig als Journalist tätig, 1951 gründete er mit Hermann Mattern die Zeitschrift Pflanze und Garten, die er bis Ende 1969 leitete. 1970 erschien sie aufgegangen in der Zeitschrift Gartenpost und 1971 unter dem Titel grün : das gartenmagazin, bevor sie endgültig eingestellt wurde.
Für die Bundesgartenschauen 1955 in Kassel, 1957 und 1971 in Köln, 1959 und 1969 in Dortmund, 1961 in Stuttgart, 1963 in Hamburg, 1965 in Essen, und 1967 in Karlsruhe war er als Pressesprecher tätig. Zudem betreute Hanisch von 1966 bis 1972 die WDR-Ratgebersendungen Grüne Optik und Grüner Club und produzierte für den NDR die Fernsehreihe Fernsehgarten neu gesehen.
Hanisch wurde 1974 Chefredakteur der Gartenzeitschrift Mein schöner Garten, ab 1983 war er neben Lennart Bernadotte Mitherausgeber der Zeitschrift, 1987 beendete er seine Tätigkeit beim Burda-Verlag.

## Ehrungen
- 1964: Buchpreis der Deutschen Gartenbau-Gesellschaft für sein journalistisches Schaffen
- 1971: Buchpreis der Deutschen Gartenbau-Gesellschaft für das Buch Sonntagsgärtner unter Glas
- 1982: Steinfurther Rosenring zu Ehren des Rosen-Philosophen

## Schriften (Auswahl)
- Sand. Eine Chronik. Dorsten 1957
- Von der Arbeit des Landschaftsgärtners. Bonn 1959
- Garten, lieber Garten. Stichnote, Darmstadt 1960
- Sonntagsgärtner unter Glas. Droemer/Knaur, München/Zürich 1971. ISBN 3-426-02226-5
- Rosen. Schöne Wild- und Edelrosen für jeden Garten. Ulmer, Stuttgart 1973. ISBN 3-8001-6054-4
- Gartenfreuden, selbst erleben. Anlage und Pflege eines Gartens. Droemer/Knaur, München/Zürich 1974. ISBN 3-426-02238-9
- Tuinier met plezier. Thieme, Zutphen 1975. ISBN 90-03-93140-2
- Knaurs Gartenbuch. Droemer/Knaur, München/Zürich 1976. ISBN 3-426-02245-1
- Geheimnisse der Pflanzen. Hannesschläger, Augsburg 1976. ISBN 3-920418-34-4
- Rosen für jeden Garten. Humboldt-Taschenbuchverlag, München 1979. ISBN 3-581-66347-3
- Die schönsten Pflanzen für den Garten. Droemer/Knaur, München/Zürich 1981. ISBN 3-426-07643-8
- Erlebte Rose. Ulmer, Stuttgart 1988. ISBN 3-8001-6370-5
- Zwei Brücken zur Rose. Conrad und Bothner, Zweibrücken 1989. ISBN 3-924171-05-X